# مذبحة جوروم
وقعت مذبحة جوروم أو مجازر جوروم في محافظة جوروم في تركيا بين مايو ويوليو 1980. حيث استهدف جزءاً من حملة «الشباب القومي» من السنة المتطرفون الأقلية العلوية التركية وقتلوا منهم أكثر من 50 شخصا وأصيب أكثر من 200 شخص. وكان لهم هدفاً آخراً هو حزب الشعب الجمهوري الاشتراكي الديمقراطي (CHP) وكان هناك العديد من الضحايا من الشباب والنساء.
ثم هاجم متشددون إسلاميون من حزب الحركة القومية اليميني المتطرف منطقة يعيش فيها المواطنون الأتراك العلويون كأقلية، مما تسبب في مقتل (وفقًا لمصدر رسمي) 57 يسارياً وإصابة مئات الأشخاص معظمهم من العلويين الأتراك.
في عام 2012، صرح «الداعية اليميني السابق» عدنان باران أنه لا يزال هناك عدم يقين بشأن الطبيعة الدقيقة للأحداث وحث على إجراء حوار بين اليمينيين واليساريين من أجل فهم الأحداث بشكل أفضل، والتي تكهن أنها ربما تكون جزءاً من أكبر خطة عسكرية لإنشاء ذريعة لانقلاب 12 سبتمبر 1980.